# .su
.su is het achtervoegsel van domeinen van websites uit de voormalige Sovjet-Unie.
Omdat de Sovjet-Unie niet meer bestaat, is er formeel geen bestaansgrond meer voor deze extensie. Toch worden nog steeds registraties geaccepteerd. Het domein wordt beheerd door het Russische instituut voor ontwikkeling van publieke netwerken, ROSNIIROS.